# Ex lege
La locuzione latina ex lege (plurale ex legibus) (letteralmente "per legge") si utilizza in luogo dell'espressione "in esecuzione diretta di una norma".

## Definizione
Nel linguaggio giuridico viene utilizzata anche solo la particella "ex" seguita da un riferimento normativo per indicare che l'atto che si sta redigendo o il provvedimento che si sta adottando trova la sua legittimità in quanto esecutivo di quella norma a cui si riferisce.
Tale formula è di uso comune nel linguaggio giuridico per rafforzare il principio che gli effetti che ne derivano sono conformi all'ordinamento giuridico vigente. In opposizione si usa la locuzione latina contra legem quando la fattispecie è in opposizione alla legge quindi illegittima.